# Claude Frollo

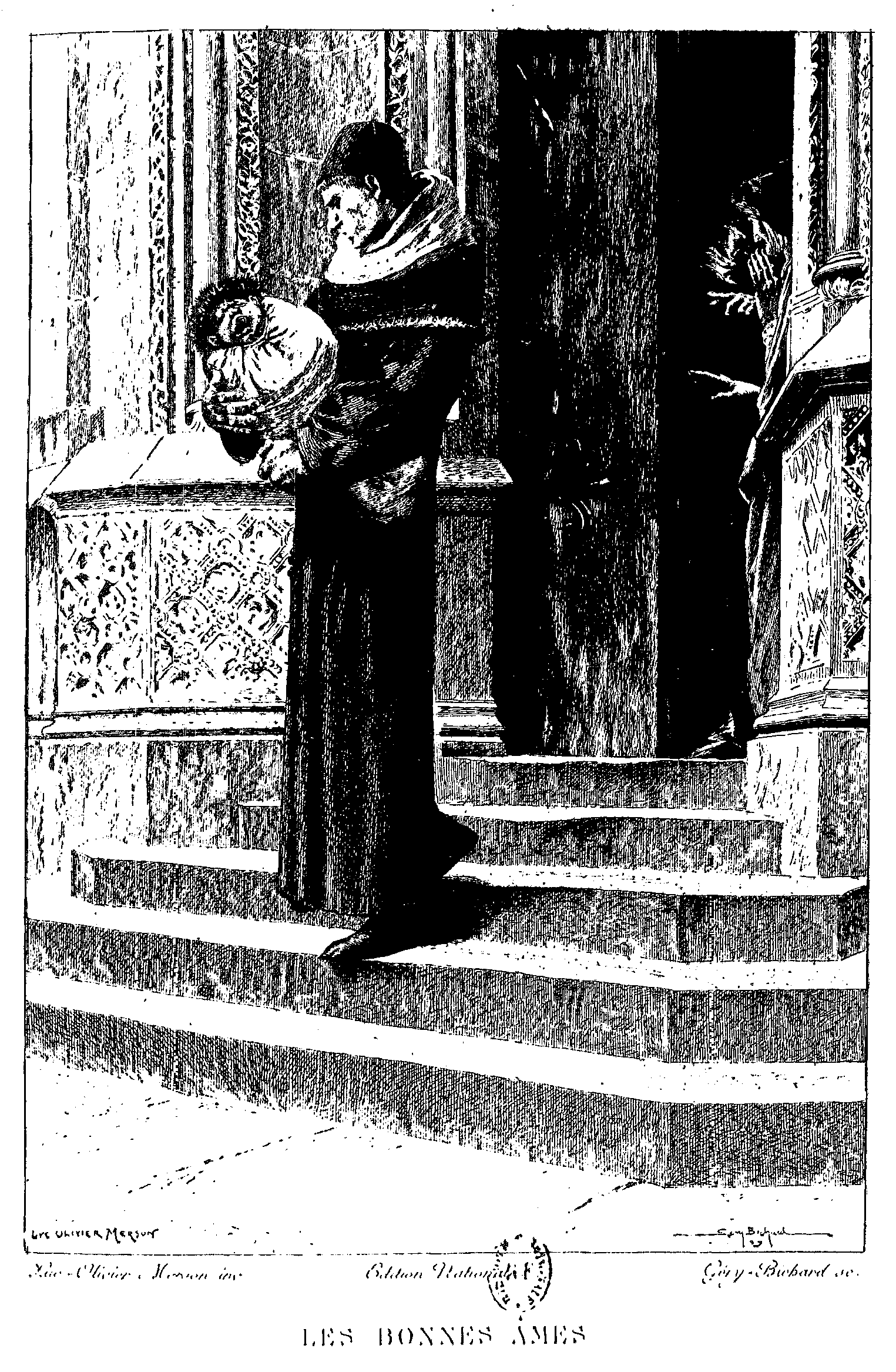
El archidiácono Claude Frollo lleva en brazos al pequeño Quasimodo. Ilustración de la edición de 1889 de la novela de Victor Hugo.

Claude Frollo es un personaje ficticio de la novela de Victor Hugo, Nuestra Señora de París (El Jorobado de Notre Dame, 1831). Frollo es el archidiácono de la catedral de Notre Dame de París. Es el antagonista de la novela. 

## Personaje
En la novela de Victor Hugo, Claude Frollo es el archidiácono de la catedral de Notre-Dame de París. Tiene un hermano pequeño, Jehan Frollo du Moulin, que cumple un papel menor, como un holgazán que en lugar de estudiar se gasta en vino y mujeres el dinero que su hermano le proporciona, siendo un compañero por tabernas y burdeles del capitán Febo. Aunque Frollo surge como el villano de la historia, se presenta como un hombre extremadamente complejo, desgarrado por las pasiones.

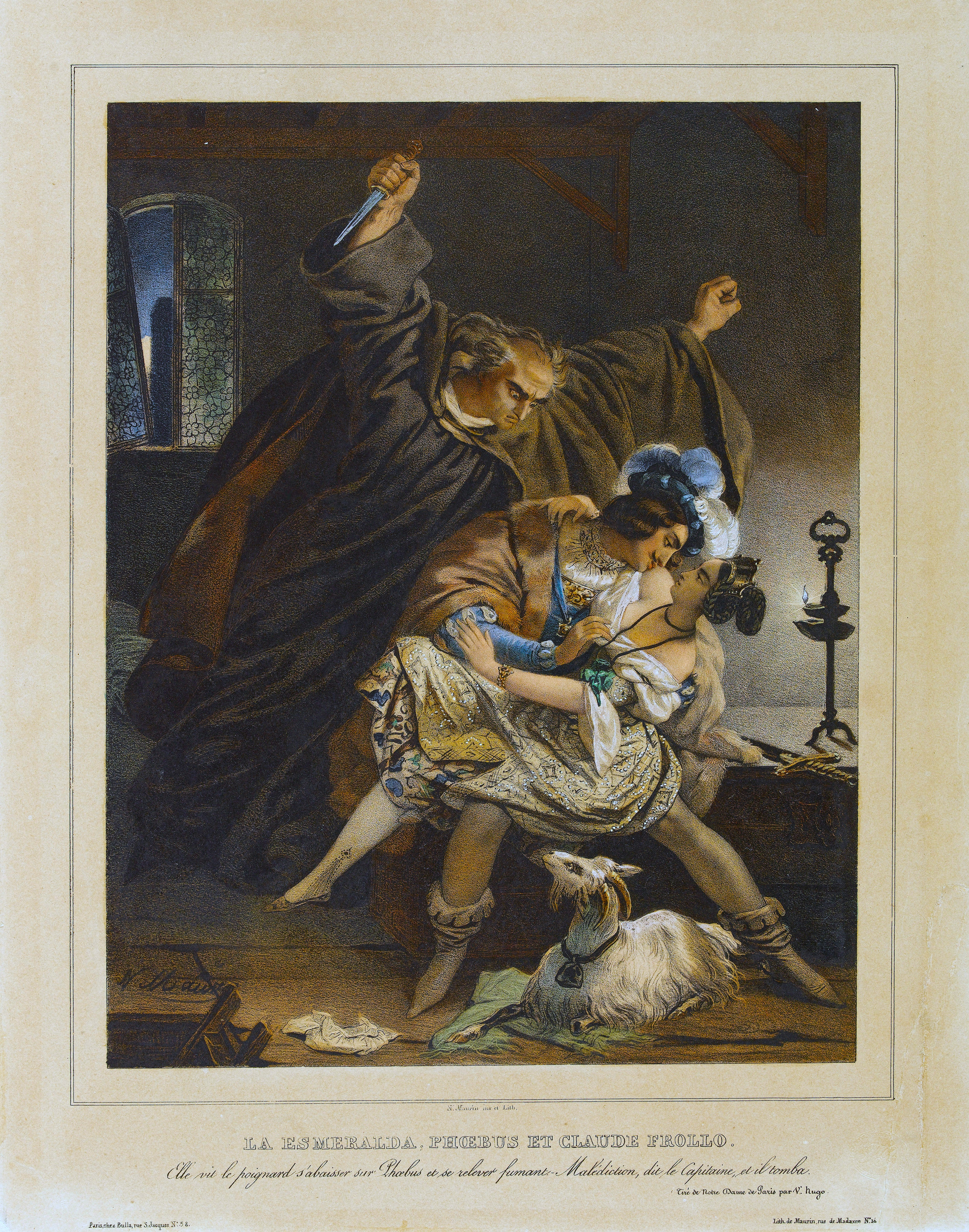
Esmeralda, el capitán Febo y Claude Frollo, litografía de Nicolas Eustache Maurin, 1834.

Frollo es un intelectual brillante seducido por la alquimia, que lo hace recluirse y ser creído un hechicero por el pueblo. No obstante, aunque célibe por mantener con honestidad los votos eclesiásticos, puede sentir una fuerte pasión sexual. Esta pasión estalla en él a partir de su contemplación de la bella gitana Esmeralda y, aunque al principio cree que la ha enviado el demonio para tentarle, pronto centra todos sus deseos en obtenerla. Ante todo, Frollo ve a Esmeralda como un objeto a conseguir, no como una persona a quien amar (en uno de los pasajes del libro, casi la viola). Sin embargo, a veces anhela desesperadamente también el amor y la ternura, superando el menor deseo sexual.
Los cuatro personajes principales de la novela, Quasimodo, Esmeralda, Frollo y el capitán Febo, pueden ser de hecho interpretados como cuatro maneras de amar: el jorobado Quasimodo ejemplifica el amor desinteresado y sacrificado; Esmeralda el amor caprichoso, romántico y soñador que ignora el hecho de no ser correspondido; Frollo la pasión sexual dramática y la relación amor-odio; y Febo el coqueteo superficial y la lujuria.
Frollo finalmente muere asesinado por Quasimodo, quien lleno de tristeza por la muerte de Esmeralda, lo tira de una de las torres de la catedral.

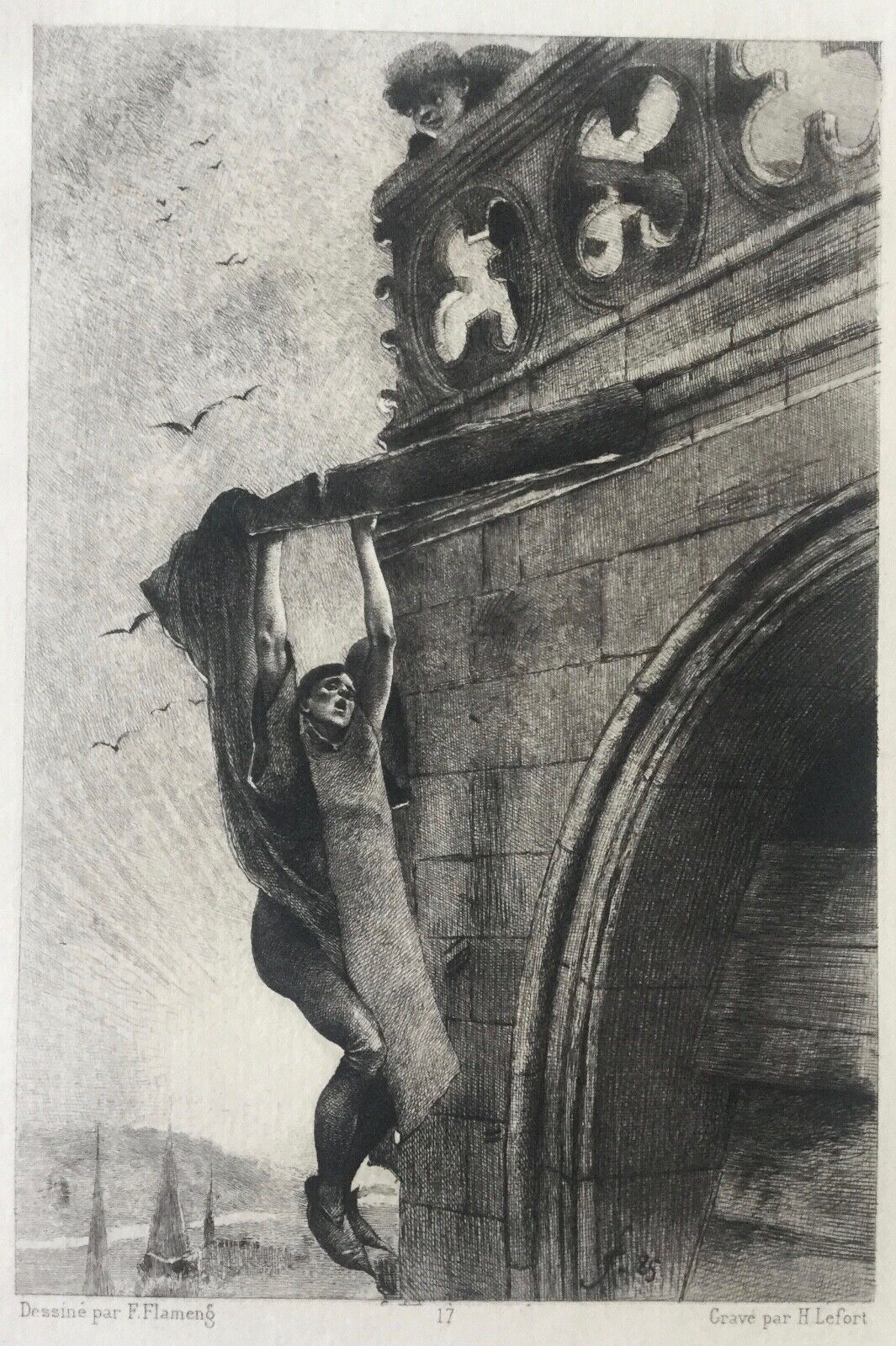
Muerte de Frollo, grabado de Henri Émile Lefort a partir de un diseño de François Flameng, 1920.

## Adaptaciones
La novela ha sido adaptada al cine en numerosas ocasiones. El cambio más interesante quizás viene de la versión muda de 1923, en la cual Claude Frollo no es el villano en absoluto; en su lugar, es un buen arcediano, y el villano de la novela es realmente su hermano menor Jehan. Esto también está presente en la adaptación de 1939. Esto se compara algunas veces con la adaptación de Disney de 1996, en la que Frollo es un juez y el arcediano es un personaje distinto por completo. En ella, Jehan ni siquiera aparece (aunque sí es adaptado en el musical basado en la película). Muchos argumentan que estos cambios se hicieron para evitar una reacción negativa por parte de las organizaciones religiosas.
En la adaptación cinematográfica de 1923, Claude Frollo fue encarnado por Nigel de Brulier; en la de 1939, por Walter Hampden, en la de 1956, por Alain Cuny, en la de 1977, por Kenneth Haigh y, en la de 1982, por Derek Jacobi. La voz en la versión original del juez Frollo en la película de Disney de 1996 fue la de Tony Jay, mientras que en España fue doblado por Constantino Romero y en México por Fernando Escandón.